# Угроедский сахарный завод
Угроедский сахарный завод — предприятие пищевой промышленности в посёлке городского типа Угроеды Краснопольского района Сумской области, прекратившее своё существование.

## История
Вновь отстроенный  в селе Угроеды Покровской волости Ахтырского уезда Харьковской губернии свеклосахарный завод, принадлежавший инженеру-технологу Людвигу Эдуардовичу Гудшону, в соответствии с Высочайшим разрешением от 29 марта 1891 года был выкуплен акционерным обществом «Угроедский свеклосахарный и рафинадный завод». Учредителями общества были торговый дом А.В. Ротермунд (Санкт-Петербург), сам Людвиг Гудшон и киевский купец 1-й гильдии Георгий Генрихович Шлезингер .
В ходе Великой Отечественной войны с октября 1941 до 1943 года село было оккупировано немецкими войсками, но после окончания боевых действий завод был восстановлен и возобновил работу. Для обеспечения предприятия сырьём был создан совхоз "Угроедский", помимо зерновых и технических культур выращивавший сахарную свеклу (за совхозом было закреплено 5831 гектар сельскохозяйственных угодий, из них 4462 гектар пашни).
В целом, в советское время сахарный завод являлся крупнейшим предприятием посёлка.
После провозглашения независимости Украины завод перешёл в ведение государственного комитета пищевой промышленности Украины.
В июле 1995 года Кабинет министров Украины утвердил решение о приватизации сахарного завода и свеклосовхоза, в дальнейшем государственное предприятие было преобразовано в открытое акционерное общество. Летом 2002 года хозяйственный суд Сумской области возбудил дело о банкротстве ОАО "Угроїдський цукровий комбінат".
Начавшийся в 2008 году экономический кризис осложнил положение компании ООО "ЮВС", в собственности которой находился завод, в ноябре 2008 года компания была признана банкротом. В сентябре 2009 года остановивший производство Угроедский сахарный завод (перерабатывающие мощности которого в это время составляли 1,7 тыс. тонн свеклы в сутки) был продан украинско-азербайджанской фирме ООО «Ук.Аз. Дружба». В 2011 году завод возобновил производство, но это был последний год его работы, поскольку в 2011 году вступил в силу новый Налоговый кодекс Украины, в соответствии с которым ставка налога за аренду земли под предприятием увеличилась с 1% до 3% ее стоимости. В это время производственная мощность завода составляла 1350 тонн сахара в сутки, а количество рабочих составляло 560 человек.
В 2012 году завод уже не работал. В 2013 году было объявлено о намерении переоборудовать помещения завода в зернохранилище, а производственное оборудование демонтировать на металлолом.